# Oscar Geier
Oscar Arnold Geier (Zúrich, 19 de agosto de 1882 - Mountain Lakes, 5 de noviembre de 1942) fue un deportista suizo que compitió en bobsleigh. Participó en los Juegos Olímpicos de Lake Placid 1932, obteniendo una medalla de plata en la prueba doble.

## Palmarés internacional
| Juegos Olímpicos | Juegos Olímpicos             | Juegos Olímpicos | Juegos Olímpicos |
| Año              | Lugar                        | Medalla          | Prueba           |
| ---------------- | ---------------------------- | ---------------- | ---------------- |
| 1932             | Lake Placid (Estados Unidos) | Medalla de plata | Doble            |